# Кирило Рещук
Кирило Рещук (29 червня 1876, Ясіня — ???) — чехословацький політик українського походження з Підкарпатської Русі та міжвоєнним сенатором Національних зборів Чехословаччини від Комуністичної партії Чехословаччини.

## Життєпис
За фахом був хліборобом у Ясіні.
На парламентських виборах 1925 року він отримав місце в сенаторі Національних зборів від Комуністичної партії Чехословаччини. Він залишався в сенаті до 1929 року, під час свого терміну повноважень він вийшов з клубу КПЧС і перейшов до списку неафілійованих сенаторів.

### Зовнішні посилання
- Кирило Рещук у Народних зборах 1926 року